# Проспект Лайсвес

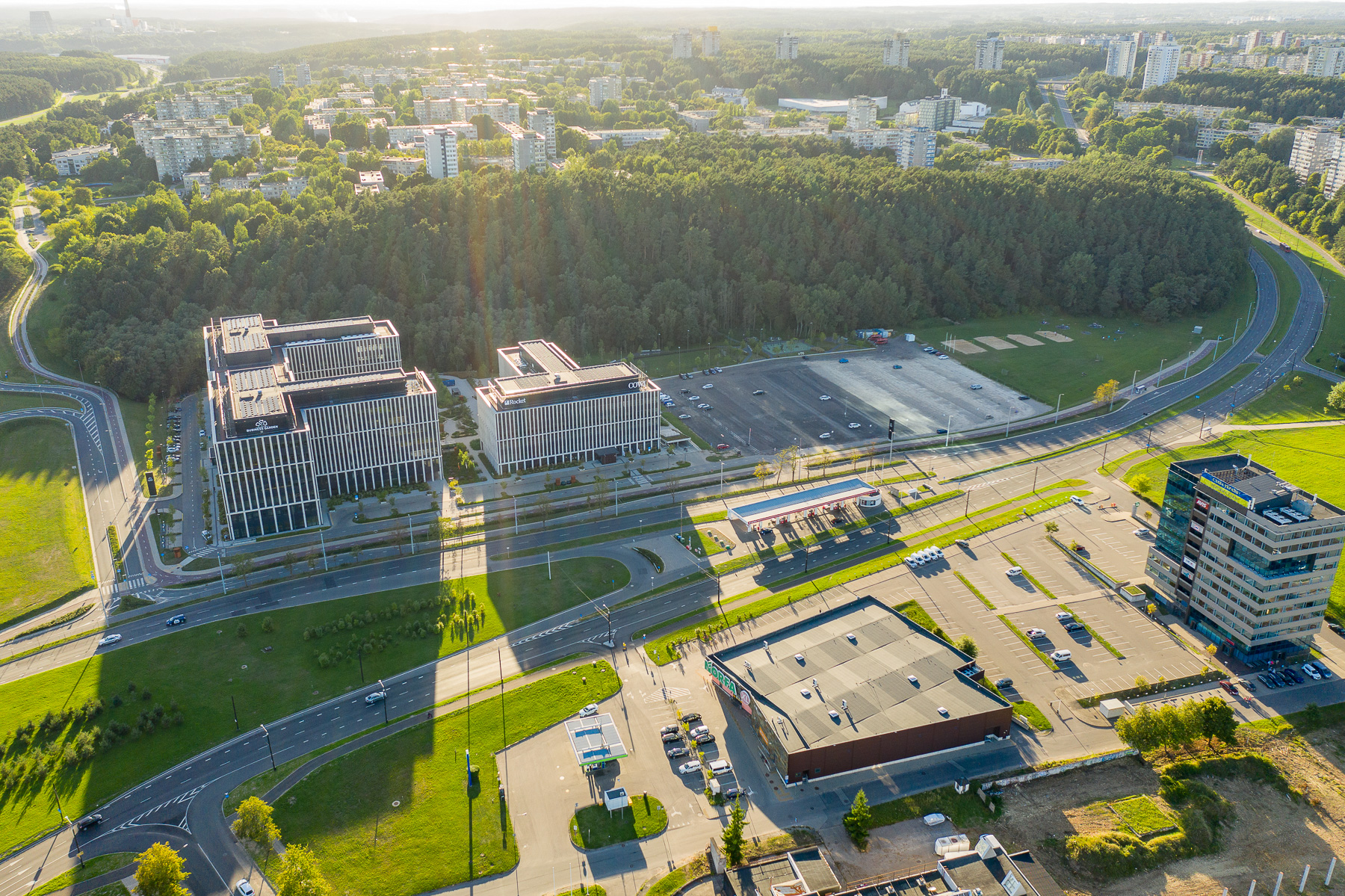

Проспект Лайсвес (Проспект Свободы; лит. Laisvės prospektas) — проспект в Вильнюсе, самая крупная улица городских районов Лаздинай, Каролинишкес и Виршулишкес. Вдоль него расположены Вильнюсский дом печати (пр. Лайсвес, 60), литовский центр выставок и конгрессов Litexpo (пр. Лайсвес, 5), Школа международного права и бизнеса и другие объекты.

## История
Проспект проложен во времена Литовской ССР. До восстановления независимости носил название проспект Космонавтов (лит. Kosmonautų prospektas). В 2003 году На пересечении улиц Теодоро Нарбуто (лит. Teodoro Narbuto gatvė) и проспекта Лайсвес открыта первая двухуровневая транспортная эстакада в Вильнюсе.